# Шондовичі
Шондовичі (рос. Шондовичи) — присілок у Подпорозькому районі Ленінградської області Російської Федерації.
Населення становить 46 осіб. Належить до муніципального утворення Вінницьке сільське поселення.

## Історія
Згідно із законом від 1 вересня 2004 року № 51-оз належить до муніципального утворення Вінницьке сільське поселення.

## Населення
| 1873 | 1905 | 1926 | 1939 | 1951 | 1961 | 1971 |
| ---- | ---- | ---- | ---- | ---- | ---- | ---- |
| 137  | ↗192 | ↗245 | ↗425 | ↘291 | ↘281 | ↘244 |
| 1975 | 1989 | 1997 | 2002 | 2007 | 2010 |      |
| ↘206 | ↘125 | ↘101 | ↘84  | ↘61  | ↘46  |      |